# Championnat d'Asie masculin de handball
Le championnat d'Asie masculin de handball réunit depuis 1977 les meilleures équipes asiatiques. La compétition a lieu tous les deux ans depuis 2000 et est qualificative pour le Championnat du monde masculin de handball.
Depuis 2018, l'Australie ou la Nouvelle-Zélande, pourtant affiliées à la Fédération du continent océanien de handball, peuvent participer à la compétition. Si l'une d'elles termine cinquième ou mieux d'un Championnat d'Asie, elle est qualifiée pour le Championnat du monde en plus des places attribuées aux nations asiatiques.
La compétition est d'abord dominée par les pays de l'Asie orientale et notamment la Corée du Sud qui totalise 9 titres entre 1983 et 2012. Après une première apparition avec les 4 titres remportés par le Koweït au tournant du XXe siècle, les pays de la péninsule arabique (Qatar, Bahreïn, Arabie saoudite...) sont aujourd'hui les plus performants.

## Palmarès
| Année     | Ville hôte | Champion     | Finaliste    | 3e place        |
| --------- | ---------- | ------------ | ------------ | --------------- |
| 1977 (en) | Koweït     | Japon        | Corée du Sud | Chine           |
| 1979 (en) | Nankin     | Japon        | Chine        | Koweït          |
| 1983 (en) | Séoul      | Corée du Sud | Japon        | Koweït          |
| 1987 (en) | Amman      | Corée du Sud | Japon        | Koweït          |
| 1989 (en) | Pékin      | Corée du Sud | Japon        | Koweït          |
| 1991 (en) | Hiroshima  | Corée du Sud | Japon        | Chine           |
| 1993 (en) | Manama     | Corée du Sud | Koweït       | Japon           |
| 1995 (en) | Koweït     | Koweït       | Corée du Sud | Bahreïn         |
| 2000 (en) | Kumamoto   | Corée du Sud | Chine        | Japon           |
| 2002 (en) | Ispahan    | Koweït       | Qatar        | Arabie saoudite |
| 2004 (en) | Doha       | Koweït       | Japon        | Qatar           |
| 2006 (en) | Bangkok    | Koweït       | Corée du Sud | Qatar           |
| 2008 (en) | Ispahan    | Corée du Sud | Koweït       | Arabie saoudite |
| 2010      | Beyrouth   | Corée du Sud | Bahreïn      | Japon           |
| 2012 (en) | Djeddah    | Corée du Sud | Qatar        | Arabie saoudite |
| 2014 (en) | Manama     | Qatar        | Bahreïn      | Iran            |
| 2016 (en) | Manama     | Qatar        | Bahreïn      | Japon           |
| 2018      | Séoul      | Qatar        | Bahreïn      | Corée du Sud    |
| 2020      | Koweït     | Qatar        | Corée du Sud | Japon           |
| 2022      | Dammam     | Qatar        | Bahreïn      | Arabie saoudite |
| 2024      | Manama     | Qatar        | Japon        | Bahreïn         |

## Bilan

### Tableau des médailles
À l'issue du Championnat d'Asie 2024, le bilan est :
| Rang  | Nation          | Médaille d'or, Asie | Médaille d'argent, Asie | Médaille de bronze, Asie | Total |
| ----- | --------------- | ------------------- | ----------------------- | ------------------------ | ----- |
| 1     | Corée du Sud    | 9                   | 4                       | 1                        | 14    |
| 2     | Qatar           | 6                   | 2                       | 2                        | 10    |
| 3     | Koweït          | 4                   | 2                       | 4                        | 10    |
| 4     | Japon           | 2                   | 6                       | 5                        | 13    |
| 5     | Bahreïn         | 0                   | 5                       | 2                        | 7     |
| 6     | Chine           | 0                   | 2                       | 2                        | 4     |
| 7     | Arabie saoudite | 0                   | 0                       | 4                        | 4     |
| 8     | Iran            | 0                   | 0                       | 1                        | 1     |
| Total | Total           | 21                  | 21                      | 21                       | 63    |

### Bilan par nation
| Équipe nationale    | 77                       | 79                       | 83                       | 87                       | 89                       | 91                       | 93                       | 95                       | 00                       | 02                       | 04                       | 06                       | 08                       | 10                       | 12                       | 14                       | 16                       | 18                       | 20                       | 22                       | 24                       | P. |
| ------------------- | ------------------------ | ------------------------ | ------------------------ | ------------------------ | ------------------------ | ------------------------ | ------------------------ | ------------------------ | ------------------------ | ------------------------ | ------------------------ | ------------------------ | ------------------------ | ------------------------ | ------------------------ | ------------------------ | ------------------------ | ------------------------ | ------------------------ | ------------------------ | ------------------------ | -- |
| Arabie saoudite     | 8                        | -                        | 5                        | -                        | 5                        | 10                       | 4                        | -                        | -                        | Médaille de bronze, Asie | 5                        | -                        | Médaille de bronze, Asie | 4                        | Médaille de bronze, Asie | 6                        | 4                        | 4                        | 7                        | Médaille de bronze, Asie | 9                        | 16 |
| Australie           | Non qualifiable          | Non qualifiable          | Non qualifiable          | Non qualifiable          | Non qualifiable          | Non qualifiable          | Championnat d'Océanie    | Championnat d'Océanie    | Championnat d'Océanie    | Championnat d'Océanie    | Championnat d'Océanie    | Championnat d'Océanie    | Championnat d'Océanie    | Championnat d'Océanie    | Championnat d'Océanie    | Championnat d'Océanie    | N.Q.                     | 11                       | 12                       | 16                       | forfait                  | 3  |
| Bahreïn             | 6                        | -                        | 4                        | 5                        | -                        | 5                        | 6                        | Médaille de bronze, Asie | -                        | 7                        | 4                        | 6                        | 10                       | Médaille d'argent, Asie  | 6                        | Médaille d'argent, Asie  | Médaille d'argent, Asie  | Médaille d'argent, Asie  | 4                        | Médaille d'argent, Asie  | Médaille de bronze, Asie | 18 |
| Bangladesh          | -                        | -                        | -                        | -                        | -                        | -                        | -                        | -                        | -                        | -                        | -                        | -                        | -                        | -                        | -                        | -                        | -                        | 13                       | -                        | -                        | -                        | 1  |
| Chine               | Médaille de bronze, Asie | Médaille d'argent, Asie  | -                        | 4                        | 4                        | Médaille de bronze, Asie | 5                        | 5                        | Médaille d'argent, Asie  | -                        | -                        | 8                        | 7                        | 9                        | -                        | 11                       | 9                        | 9                        | 11                       | -                        | 10                       | 16 |
| Corée du Nord       | -                        | -                        | -                        | -                        | -                        | 9                        | -                        | -                        | -                        | -                        | -                        | -                        | -                        | -                        | -                        | -                        | -                        | -                        | -                        | -                        | -                        | 1  |
| Corée du Sud        | Médaille d'argent, Asie  | -                        | Médaille d'or, Asie      | Médaille d'or, Asie      | Médaille d'or, Asie      | Médaille d'or, Asie      | Médaille d'or, Asie      | Médaille d'argent, Asie  | Médaille d'or, Asie      | 4                        | -                        | Médaille d'argent, Asie  | Médaille d'or, Asie      | Médaille d'or, Asie      | Médaille d'or, Asie      | 5                        | 6                        | Médaille de bronze, Asie | Médaille d'argent, Asie  | 5                        | 5                        | 19 |
| Émirats arabes unis | 9                        | -                        | -                        | -                        | -                        | 6                        | 8                        | 6                        | -                        | -                        | 6                        | -                        | 8                        | 11                       | 7                        | 4                        | 7                        | 7                        | 5                        | 9                        | 7                        | 14 |
| Hong Kong           | -                        | -                        | 8                        | -                        | 9                        | -                        | -                        | -                        | -                        | -                        | -                        | -                        | -                        | -                        | -                        | -                        | -                        | -                        | 10                       | 11                       | 13                       | 5  |
| Inde                | -                        | 5                        | -                        | -                        | -                        | -                        | -                        | 9                        | -                        | -                        | -                        | -                        | -                        | -                        | -                        | -                        | -                        | 12                       | -                        | 15                       | 16                       | 5  |
| Irak                | 5                        | -                        | -                        | -                        | -                        | -                        | -                        | -                        | -                        | -                        | -                        | -                        | -                        | 10                       | -                        | 10                       | -                        | -                        | 9                        | 6                        | 8                        | 6  |
| Iran                | -                        | -                        | -                        | -                        | 8                        | 11                       | 9                        | -                        | 5                        | 5                        | 7                        | 4                        | 4                        | 7                        | 5                        | Médaille de bronze, Asie | 5                        | 5                        | 6                        | 4                        | 6                        | 16 |
| Japon               | Médaille d'or, Asie      | Médaille d'or, Asie      | Médaille d'argent, Asie  | Médaille d'argent, Asie  | Médaille d'argent, Asie  | Médaille d'argent, Asie  | Médaille de bronze, Asie | 4                        | Médaille de bronze, Asie | 6                        | Médaille d'argent, Asie  | 5                        | 6                        | Médaille de bronze, Asie | 4                        | 9                        | Médaille de bronze, Asie | 6                        | Médaille de bronze, Asie | forfait                  | Médaille d'argent, Asie  | 20 |
| Jordanie            | -                        | -                        | 7                        | 9                        | -                        | -                        | -                        | -                        | -                        | -                        | 8                        | 7                        | -                        | 12                       | 9                        | -                        | -                        | -                        | -                        | 12                       | -                        | 7  |
| Kazakhstan          | -                        | -                        | -                        | -                        | -                        | -                        | 11                       | 8                        | -                        | -                        | -                        | -                        | -                        | -                        | -                        | -                        | -                        | -                        | -                        | -                        | 14                       | 3  |
| Koweït              | 4                        | Médaille de bronze, Asie | Médaille de bronze, Asie | Médaille de bronze, Asie | Médaille de bronze, Asie | 8                        | Médaille d'argent, Asie  | Médaille d'or, Asie      | -                        | Médaille d'or, Asie      | Médaille d'or, Asie      | Médaille d'or, Asie      | Médaille d'argent, Asie  | -                        | 8                        | 7                        | -                        | -                        | 8                        | 7                        | 4                        | 17 |
| Liban               | -                        | -                        | -                        | -                        | -                        | -                        | -                        | -                        | -                        | -                        | -                        | -                        | 9                        | 8                        | -                        | -                        | 10                       | -                        | -                        | -                        | -                        | 3  |
| Népal               | -                        | -                        | -                        | 11                       | -                        | -                        | -                        | -                        | -                        | -                        | -                        | -                        | -                        | -                        | -                        | -                        | -                        | -                        | -                        | -                        | -                        | 1  |
| Nouvelle-Zélande    | Non qualifiable          | Non qualifiable          | Non qualifiable          | Non qualifiable          | Non qualifiable          | Non qualifiable          | Championnat d'Océanie    | Championnat d'Océanie    | Championnat d'Océanie    | Championnat d'Océanie    | Championnat d'Océanie    | Championnat d'Océanie    | Championnat d'Océanie    | Championnat d'Océanie    | Championnat d'Océanie    | Championnat d'Océanie    | N.Q.                     | 14                       | 13                       | -                        | 15                       | 3  |
| Oman                | -                        | -                        | -                        | -                        | -                        | -                        | -                        | -                        | -                        | -                        | 9                        | -                        | -                        | -                        | -                        | 8                        | 8                        | 8                        | -                        | 10                       | 12                       | 6  |
| Ouzbékistan         | -                        | -                        | -                        | -                        | -                        | -                        | -                        | -                        | -                        | -                        | -                        | -                        | -                        | -                        | 10                       | 12                       | -                        | 10                       | -                        | 8                        | -                        | 4  |
| Palestine           | 7                        | 4                        | -                        | 10                       | -                        | -                        | -                        | -                        | -                        | -                        | -                        | -                        | -                        | -                        | -                        | -                        | -                        | -                        | -                        | -                        | -                        | 3  |
| Qatar               | -                        | -                        | 6                        | 6                        | 6                        | 4                        | 7                        | -                        | -                        | Médaille d'argent, Asie  | Médaille de bronze, Asie | Médaille de bronze, Asie | 5                        | 5                        | Médaille d'argent, Asie  | Médaille d'or, Asie      | Médaille d'or, Asie      | Médaille d'or, Asie      | Médaille d'or, Asie      | Médaille d'or, Asie      | Médaille d'or, Asie      | 17 |
| Singapour           | -                        | -                        | -                        | -                        | -                        | -                        | -                        | -                        | -                        | -                        | -                        | -                        | -                        | -                        | -                        | -                        | -                        | -                        | -                        | 14                       | -                        | 1  |
| Syrie               | -                        | -                        | -                        | 8                        | -                        | 12                       | 12                       | -                        | -                        | -                        | -                        | -                        | -                        | 6                        | -                        | -                        | 11                       | -                        | -                        | -                        | -                        | 5  |
| Taipei              | -                        | -                        | -                        | 7                        | 7                        | 7                        | 10                       | 7                        | 4                        | -                        | -                        | -                        | -                        | -                        | -                        | -                        | -                        | -                        | -                        | -                        | 11                       | 7  |
| Thaïlande           | -                        | -                        | -                        | -                        | -                        | -                        | -                        | -                        | -                        | -                        | -                        | 9                        | -                        | -                        | -                        | -                        | -                        | -                        | -                        | -                        | -                        | 1  |
| Viêt Nam            | -                        | -                        | -                        | -                        | -                        | -                        | -                        | -                        | -                        | -                        | -                        | -                        | -                        | -                        | -                        | -                        | -                        | -                        | -                        | 13                       | -                        | 1  |
| Total               | 9                        | 5                        | 8                        | 11                       | 9                        | 12                       | 12                       | 9                        | 5                        | 7                        | 9                        | 9                        | 10                       | 12                       | 10                       | 12                       | 11                       | 14                       | 13                       | 16                       | 16                       |    |